# Gibourne
Gibourne là một commune in rural Charente-Maritime trong vùng Nouvelle-Aquitaine tây nam nước Pháp. Xã này nằm ở khu vực có độ cao trung bình 101 mét trên mực nước biển.